# منظمة تكسانس لاختيار التطعيمات
منظمة تكسانس لاختيار الللقاح (بالإنجليزية: Texans for Vaccine Choice (TFVC)) هي منظمة تعطي الحق للآباء في اختيار التطعيمات التي يحصل عليها أولادهم في ولاية تكساس.

## خلفية
تأسست شركة تيكسانس لاختيار اللقاحات في عام 2015 على يد مجموعة من الأمهات اللواتي عارضن التشريع الذي اقترحه ممثل الدولة جايسون فيلالبا دالاس والذي كان من شأنه أن يلغي الإعفاءات الضميرية لمتطلبات التطعيم في ولاية تكساس. وفي إشارة إلى مشروع القانون هذا، قال جاكي شليجل «هذه هي الحياة في تكساس. ونحن نعتقد بحقوق الوالدين في ولاية تكساس. ومثالًا على ذلك، نعتقد أن الآباء هم من لديهم الحق في اتخاذ القرارت بشأن أطفالهم، ليس الدولة». لم يتم التصويت على مشروع القانون أبدًا. وعندما ترشح لإعادة انتخابه، واجه فيلالبا معارضة قوية وكذلك المنافس الرئيسي الذي شن حملة تستند إلى حد كبير على قضية الإعفاء من اللقاح. وفاز فيلبا لكنه قال أنه يعتقد أن المعارضة قد خفضت من زهوة النصر، وقال «أنا لست مهتمًا بالقيام بمهمة انتحارية في هذه المسألة، وأنا أشعر - وهذا أمر مؤسف - أن الطريقة الوحيدة كي يحصل هذا القانون على شرعيته هو حدوث تفشي أسوأ على نطاق واسع، وبعيدًا عن ذلك، أنا لا أعتقد أن المجتمع على استعداد للقيام بهذا المشروع».

## انتخابات 2017
أيدت منظمة تكسانس المرشح بوب هول لإعادة انتخابه في مجلس الشيوخ كمرشحًا عن ولاية تكساس.